# Crescent (album de Wink)
Pour les articles homonymes, voir Crescent.
Albums de Wink
Wink Hot Singles
(1990) Queen of Love
(1991)
Singles
Crescent est le 5e album original du duo japonais Wink, sorti en 1990.

## Présentation
L'album sort le 16 décembre 1990 au Japon sous le label Polystar, seulement cinq mois après le précédent album original Velvet et un mois après la compilation Wink Hot Singles. Il atteint la 6e place de l'Oricon, et reste classé pendant 16 semaines.
Deux des chansons de l'album, Yoru ni Hagurete ~Where Were You Last Night~ et New Moon ni Aimashō, étaient déjà sorties en singles en juillet et novembre précédents, et sont remixées pour l'album. 
Deux autres chansons sont interprétées en solo : Warui Yume par Sachiko Suzuki, et Mafuyu no Bara par Shoko Aida. 
Plusieurs titres de l'album sont des reprises de chansons occidentales adaptées en japonais :
- Kanashii Kareba est une reprise de la chanson I Can't Deny A Broken Heart de Annica sortie en single en 1989 ;
- Warui Yume est une reprise de la chanson I Was Made For Loving You du groupe Kiss sortie en single en 1979 ;
- Ame ni Kieta Hatsukoi est une reprise de la chanson The Rain, The Park & Other Things du groupe The Cowsills sortie en single en 1967 ;
- Yoru ni Hagurete ~Where Were You Last Night~ est une reprise de la chanson Where Were You Last Night de Ankie Bagger sortie en single en 1989.

## Liste des titres
| 1.  | New Moon ni Aimashō (Remix) (ニュー・ムーンに逢いましょう)             | Neko Oikawa / Yuki Kadokura              | 5:17 |
| 2.  | Kanashii Kareba (悲しい枯葉)                                           | Karin Ljung                              | 3:52 |
| 3.  | Fuyu no Shinkirō (冬の蜃気楼)                                          | Neko Oikawa / Ozeki Masaya               | 4:53 |
| 4.  | Warui Yume (悪い夢)                                                    | Paul Stanley, Vini Poncia, Desmond Child | 4:28 |
| 5.  | Mafuyu no Bara (真冬の薔薇)                                            | Bunny Hull, Harold Payne                 | 5:02 |
| 6.  | Ame ni Kieta Hatsukoi (雨に消えた初恋)                                 | Artie Kornfeld, Steve Duboff             | 4:20 |
| 7.  | Miracle Knight                                                         | Neko Oikawa / Yasuhiro Kido              | 4:40 |
| 8.  | All Night Long                                                         | Nobumi Tozama / Masaya Ozeki             | 5:16 |
| 9.  | Yoru ni Hagurete ~Where Were You Last Night~ (Remix) (夜にはぐれて...) | Norell Oson Bard                         | 4:38 |
| 10. | Variation ~Sayonara no Hensōkyō~ (Variation ~さよならの変奏曲~)        | Yako Morimoto / Iwasawa Fuyumi           | 5:01 |

Notes
1. ↑  Arrangements de Satoshi Kadokura
2. 1 2  paroles japonaises de Yako Morimoto
3. 1 2  paroles japonaises de Neko Oikawa
4. ↑  paroles japonaises de Ayuko Ishikawa